# Бонтебок газела
Бонтебок газела (лат. Damaliscus pygargus pygargus) је подврста бонтебока (Damaliscus pygargus), врсте сисара из породице шупљорога (Bovidae). 

## Распрострањење
Ареал подврсте је ограничен на једну државу. 

## Угроженост
Ова подврста је на нижем степену опасности од изумирања, и сматра се скоро угроженим таксоном.